# Formotensha kezukai
Formotensha kezukai är en fjärilsart som beskrevs av Nakamura 1973. Formotensha kezukai ingår i släktet Formotensha och familjen tandspinnare. Inga underarter finns listade i Catalogue of Life.